# باربرا جاي جوستين
باربرا جاي جوستين (بالإنجليزية: Barbara J. Heath)‏ هي عالمة الإنسان أمريكية، ولدت في 27 ديسمبر 1960.